# Diplazium queenslandicum
Diplazium queenslandicum är en majbräkenväxtart som beskrevs av Mary Douglas Tindale.
Diplazium queenslandicum ingår i släktet Diplazium och familjen Athyriaceae. Inga underarter finns listade i Catalogue of Life.

## Bildgalleri

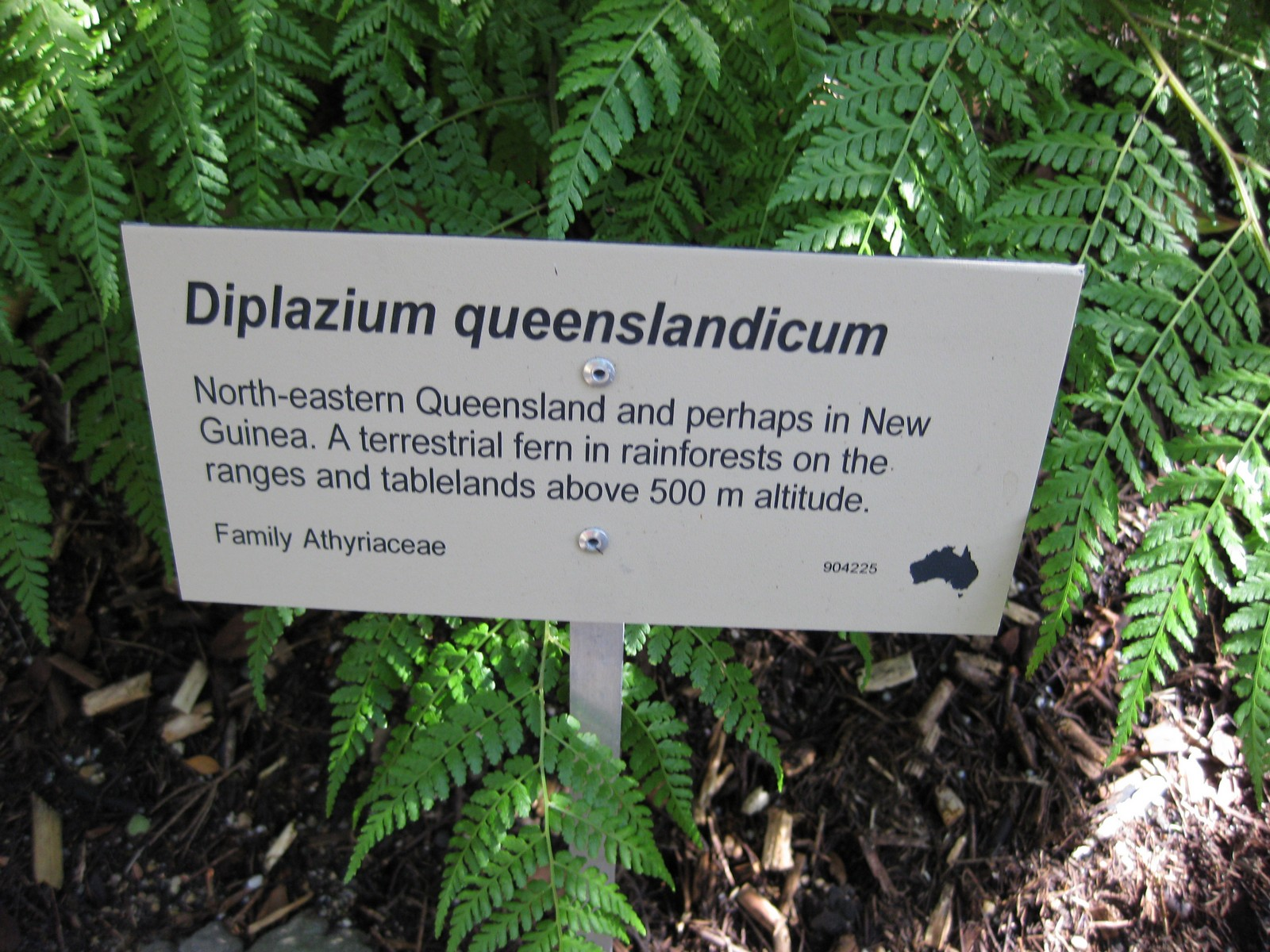
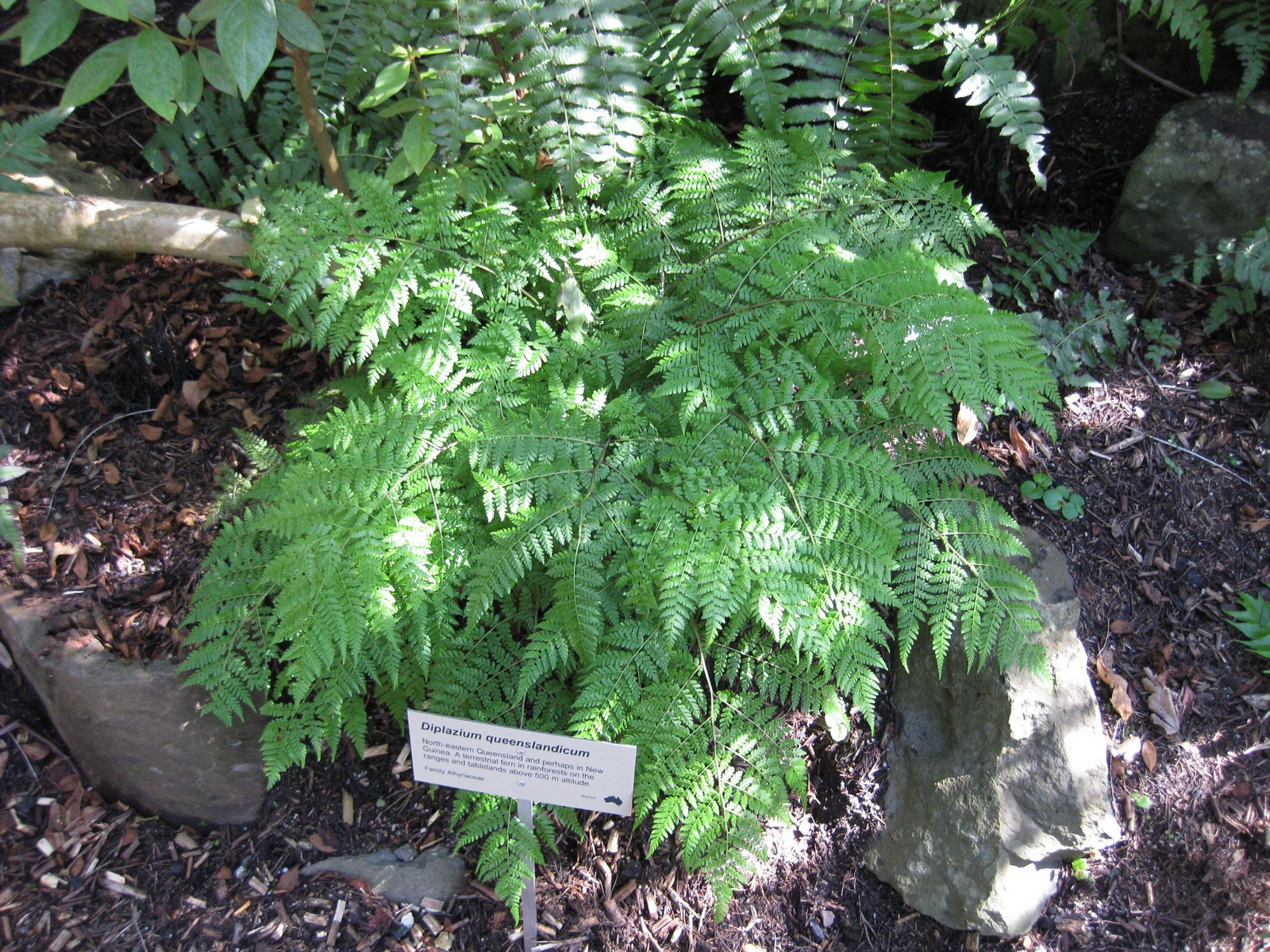